# Estadio Charrúa
Das Estadio Charrúa ist ein Rugby- und Fußballstadion im Vorort Carrasco der uruguayischen Hauptstadt Montevideo. Es bietet den Zuschauern 14.000 Plätze. Der Fußballverein Montevideo City Torque trägt seit 2020 im Estadio Charrúa seine Heimspiele aus. Auch die Fußballnationalmannschaft der Frauen trägt die Heimspiele hier aus. Es wird zudem von der Rugby-Union-Nationalmannschaft, bei der es auch als Tierra de Teros bekannt ist, sowie der Rugby-Abteilung von Peñarol Montevideo als Austragungsort für Heimspiele genutzt.

## Geschichte
Das Estadio Charrúa, dessen Name auf die Ureinwohner zurückgeht, wurde 1984 erbaut und mithilfe eines FIFA-Projekts 2006 modernisiert. 2018 wurden erneute Modernisierungen bestehender Stadionteile vorgenommen. Seit 2020 spielt der Verein Montevideo City Torque im Estadio Charrúa (zuvor im Estadio Centenario). Mit Beginn der COVID-19-Pandemie wurde vom uruguayischen Fußballverband, der Asociación Uruguaya de Fútbol, ein Gesundheitsprotokoll für das Stadion hinterlegt, so dass ein Großteil der Spiele in der Folge hier ausgetragen wurden.

## Veranstaltungen
Bei der U-17-Fußball-Weltmeisterschaft der Frauen 2018 wurden 18 Partien im Estadio Charrúa ausgetragen, darunter beide Halbfinalpartien und das Spiel um Platz 3 sowie das Endspiel. Alle Spiele der U-17-Fußball-Südamerikameisterschaft der Frauen 2022 fanden hier im Stadion statt.
Neben der Nutzung als Sportstätte werden im Estadio Charrúa auch regelmäßig Konzerte veranstaltet. Künstler wie Daddy Yankee, Joan Manuel Serrat, Joaquín Sabina, Marc Anthony, No Te Va Gustar, Ricardo Arjona, Selena Gomez & the Scene und Silvio Rodríguez sind hier aufgetreten.